# Marken (Niederlande)

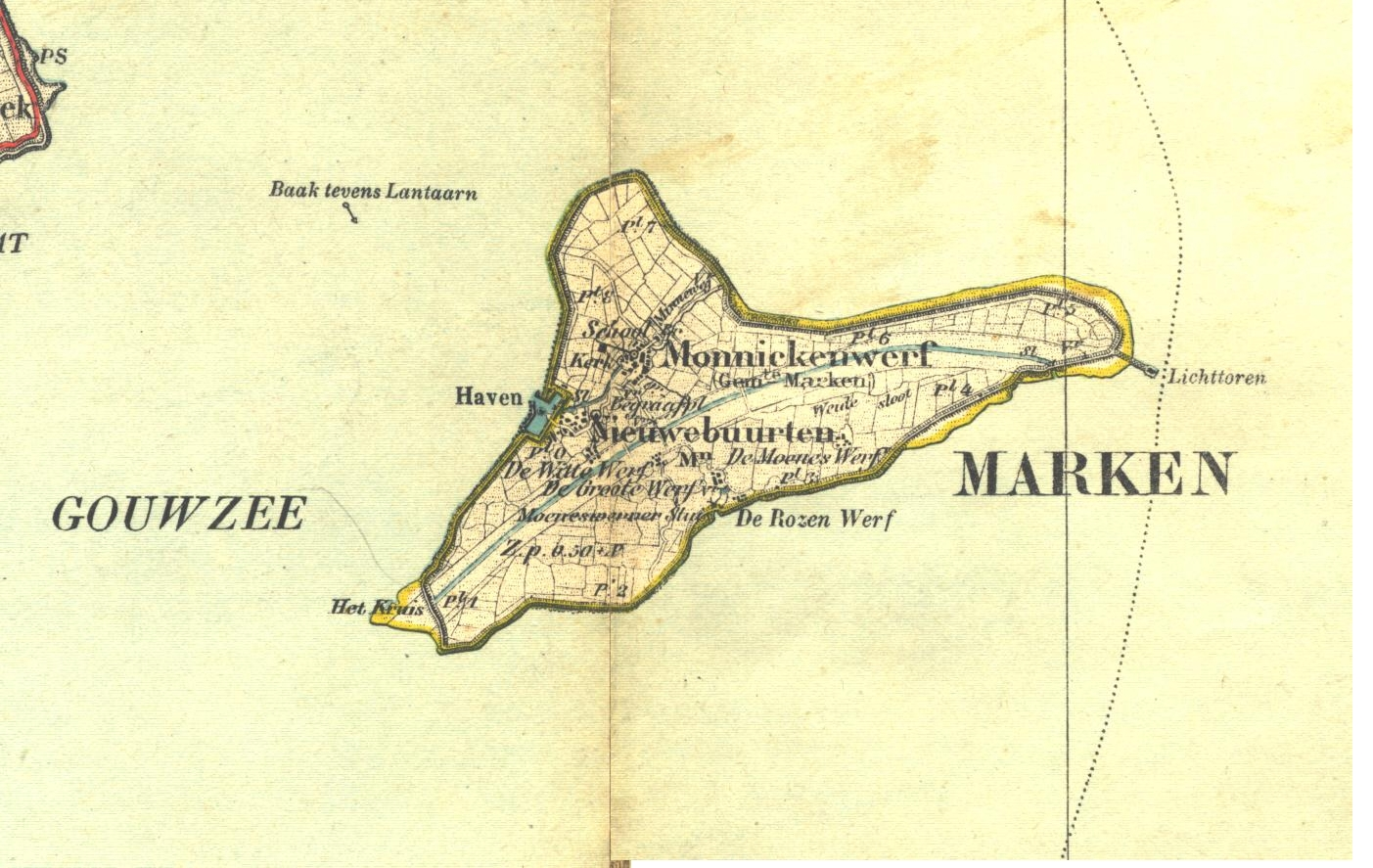
Karte von 1909

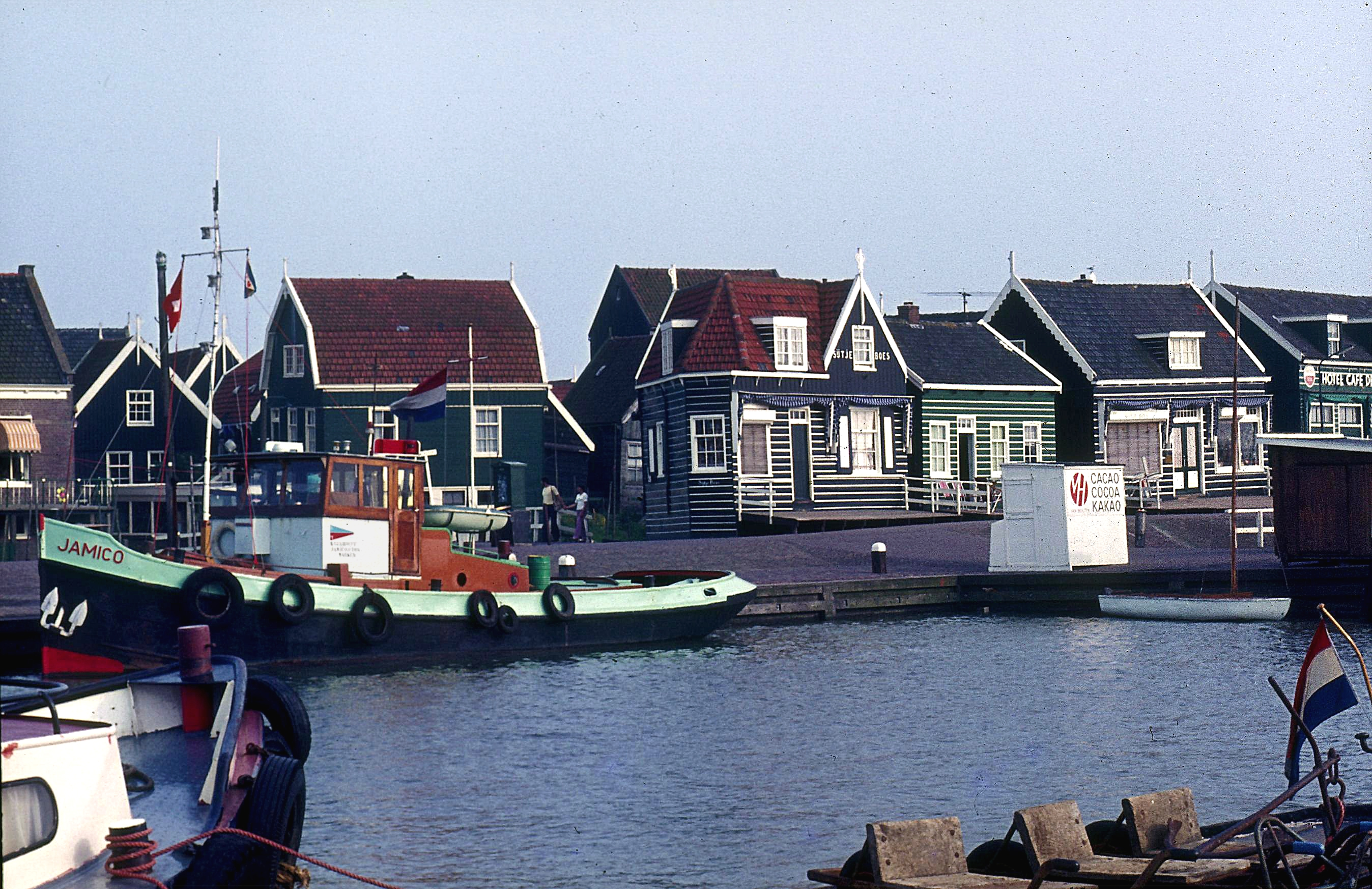
Havenbuurt um 1970

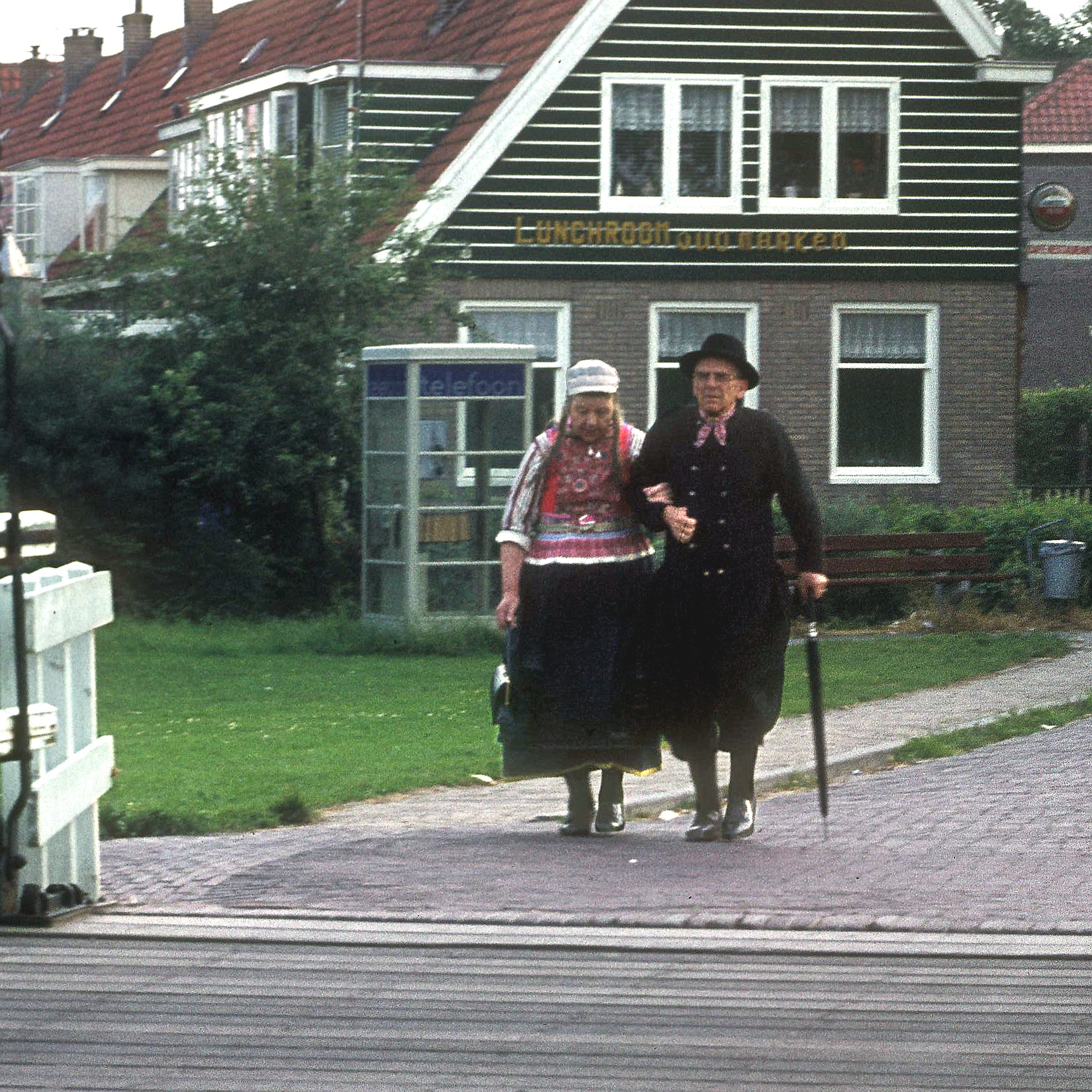
Älteres Paar in ortstypischer Tracht um 1975

Marken ist eine Insel im Markermeer, das früher Teil der Zuiderzee war. Seit 1957 ist Marken über einen Damm mit dem Festland verbunden. Sie gehört zur Gemeinde Waterland in der Provinz Noord-Holland.

## Geographie
Die Insel ist 3,3 km lang und 1,7 km breit (jeweils ohne Deiche), und hat eine Flächenausdehnung von 2,67 km². Im Jahr 2024 lebten auf Marken 1730 Menschen.
Am östlichsten Punkt der Insel steht der 1839 erbaute Leuchtturm Paard van Marken.
Am 17. Oktober 1957 wurde die Insel durch einen 1,6 km langen und 36 Meter breiten Damm, ein Teilstück des Waterlandse Zeedijk (Waterländischer Seedeich), über den eine Straße und ein Radweg verlaufen, mit dem Festland verbunden. Im Norden schließt sich ein 2,5 km langer und 30 Meter breiter „blinder“ (unvollendeter) Deich, der Bukdijk (deutsche Wortbedeutung: „Bückdeich“), in Richtung Volendam an die Insel an, ein Relikt des aufgegebenen Landgewinnungsplans Markerwaard, das bereits 1941 angelegt, jedoch nicht vollendet wurde.
Die Insel Marken liegt in dem nach ihr benannten Markermeer. Auf der Ostseite befindet sich das offene Markermeer, und auf der Westseite die Bucht Gouwzee, die durch die Insel mit ihren beiden Dämmen weitgehend vom offenen Markermeer abgetrennt ist. Nur im Norden zwischen dem Nordende des Bukdijk und der Stadt Volendam auf dem Festland besteht eine Öffnung. Hier können Boote die Insel umfahren, um zum Hafen von Marken oder zum Jachthafen von Monnickendam zu gelangen. Zwischen Volendam und Marken besteht eine Fährverbindung.
Marken gehört zur Gemeinde Waterland in der Provinz Noord-Holland. Sie bildet einen der sechs statistischen Bezirke (Wijeken) der Gemeinde. Das Siedlungszentrum liegt im Nordwesten der Insel und besteht aus den Ortsteilen Havenbuurt, Kerkbuurt und De Kets. Die Kerkbuurt (etwa Kirchensiedlung) ist der historische Ortskern. Im Nordosten liegt die Ortschaft Minnebuurt. Dies sind die größten Ortschaften der Insel. Sie liegen nördlich bzw. nordwestlich des Kanals Oostervaart und vereinigen mehr als 90 Prozent der Bevölkerung auf sich. Südlich des Kanals liegen nur die vier Werften bzw. Weiler Grotewerf, Moeniswerf, Rozewerf und Wittewerf.

## Geschichte
Die Insel wurde im 13. Jahrhundert von Mönchen vom Kloster Mariëngaarde aus Friesland besiedelt, die von der Landwirtschaft und der Tierhaltung lebten. Die Einwohner lebten allmählich mehr und mehr von der Nordseefischerei. Als 1932 der Abschlussdeich fertiggestellt wurde und so die Zuiderzee zum Binnengewässer wurde, verloren die Einwohner von Marken ihre Hauptlebensgrundlage, die Fischerei.
Vor der Fertigstellung des Abschlussdeichs wurde die Insel regelmäßig überflutet, so dass Siedlungen nur erhöht gebaut werden konnten. Daher stehen die Häuser auf Marken immer noch sehr dicht in kleinen Gruppen, auf den etwa 15 künstlich errichteten sogenannten Werven (große Warften). Seit etwa 1880, der Periode des Impressionismus, wurde Marken von Malern, auch aus dem Ausland entdeckt (z. B. Xavier Mellery), was den Anfang des Tourismus in die damals als besonders malerisch betrachtete Insel bedeutete und beherbergt heute wichtige kulturelle Erbgüter. Das Museum wird zum Teil von den Einwohnern durch jährliche Spenden finanziert.
Marken war eine eigenständige Gemeinde, bis sie 1991 bei der Gründung der neuen Gemeinde Waterland in dieser aufging.
Nach Marken ist der geplante, aber nicht gebaute Polder Markerwaard benannt, der sich östlich der Insel erstrecken würde und in dem die Insel aufgehen würde. Der von Marken nach Norden zeigende unvollendete Deich Bukdijk ist ein Relikt dieses aufgegebenen Plans. Er wurde im Jahr 1941 begonnen und hätte nach weiteren 1800 Metern auf den östlichsten Punkt der Stadt Volendam treffen und so eine Festlandverbindung im Norden herstellen sollen. Im selben Jahr wurden während der deutschen Besetzung der Niederlande die Arbeiten eingestellt, die auch nach Ende des Zweiten Weltkriegs wegen Planänderungen nicht wieder aufgenommen wurden.
Der Verbindungsdamm zum Festland, über den eine Straße und ein Radweg verlaufen, wurde am 17. Oktober 1957 fertiggestellt.

## Tourismus
Heute ist der Tourismus mit mehr als 1.000.000 Besuchern jährlich eine wichtige Einnahmequelle für das ehemalige Fischerdorf Marken. 
Die auffallende, farbige Tracht (niederländisch klederdracht) aus der Fischerzeit wird noch viel getragen. Auffällig in dieser Tradition ist unter anderem, dass gerade am Hochzeitstag die Braut in Schwarz gekleidet war. Die auf Marken noch erhältlichen gewebten gestreiften Stoffe sind jedoch auch für zeitlos modern gestaltete Kleidung sehr geeignet. Beispiele der alten Trachten und andere Gegenstände von damals sind im Museum der Insel zu besichtigen. Dieses Museum ist in mehreren alten Holzhäusern untergebracht.

## Bildergalerie

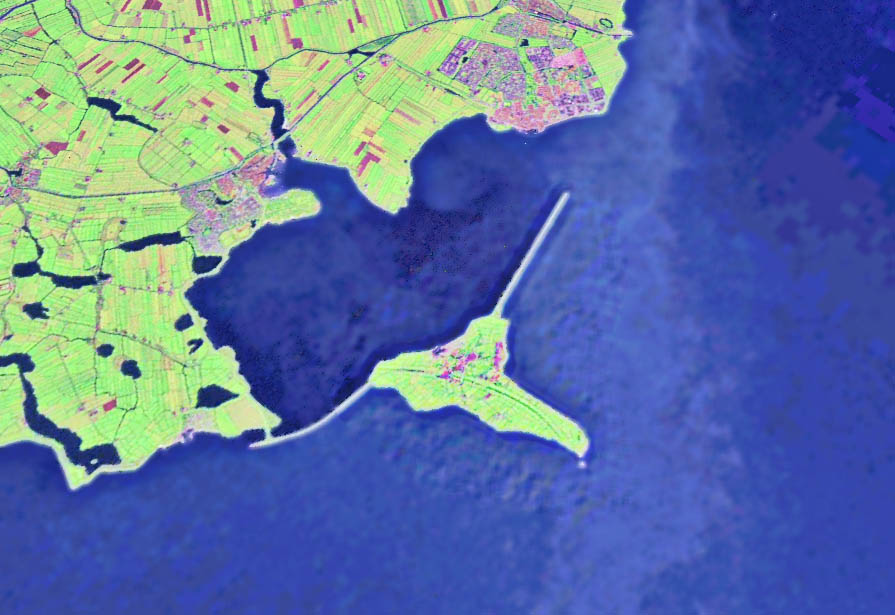
Marken, umgeben vom offenen Markermeer (rechts und unten) und der Bucht Gouwzee (oben links)
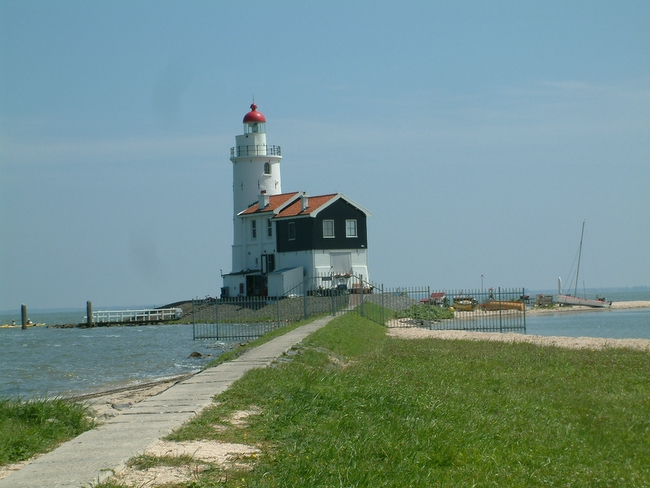
Leuchtturm Paard van Marken an der Ostspitze
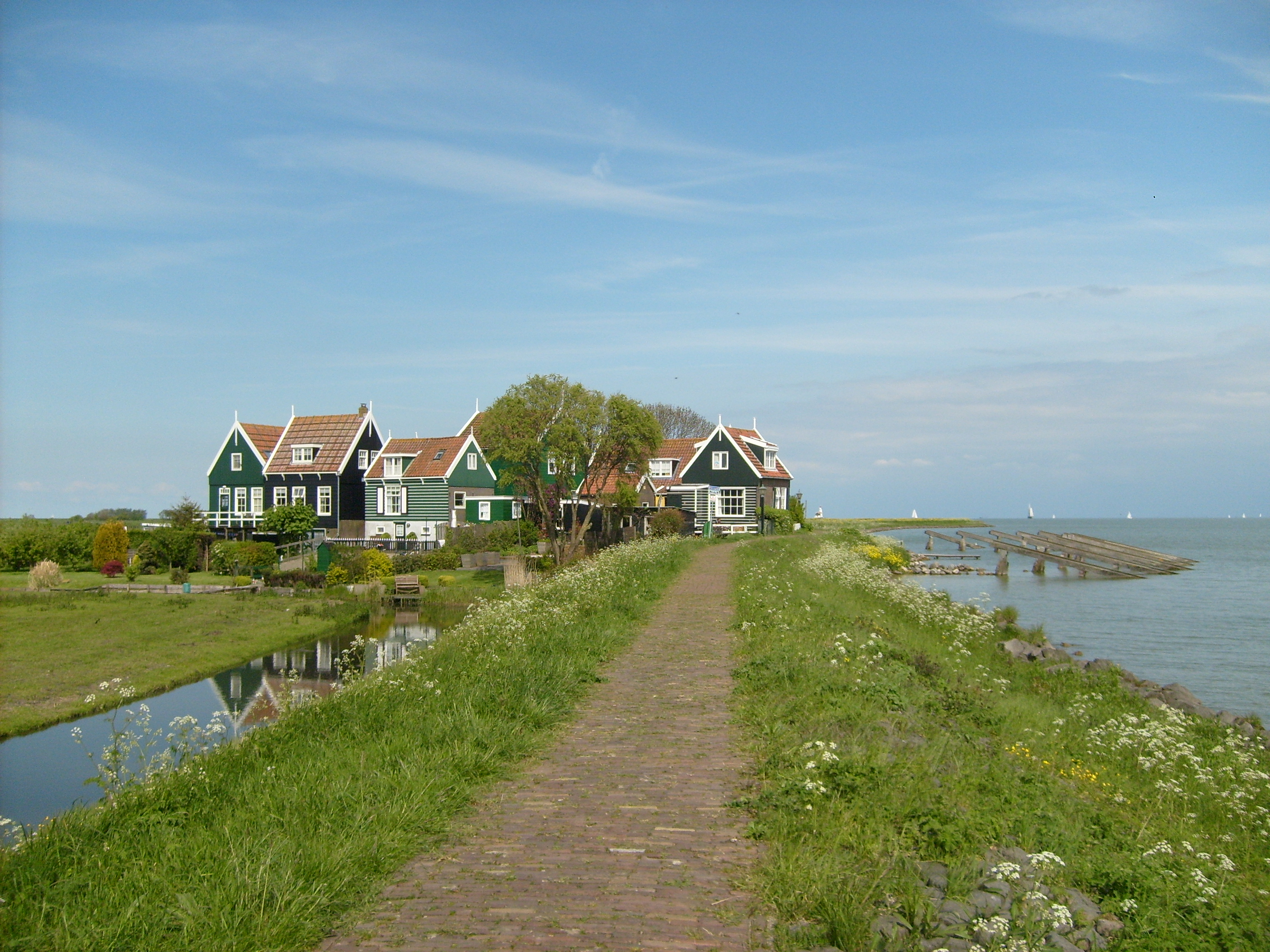
Rozenwerf von Westen, rechts das Markermeer